# Paus Anastasius III
Anastasius III (Rome, datum onbekend - aldaar, juni 913) was de 120e paus van april 911 tot juni 913.
Over Anastasius is bijna niets opgetekend. Zijn pontificaat valt in de periode van de heerschappij van de Romeinse adel en de pornocratie. Mogelijk was hij de zoon van een edelman uit Rome, Lucianus, maar volgens anderen was hij een onwettige zoon van zijn voorganger paus Sergius III. Hij besliste over de kerkelijke indeling van Oost-Francië en tijdens zijn heerschappij werden de Noormannen van Rollo gekerstend.
In juni 913 werd hij vermoord. Hij werd begraven in de Sint-Pietersbasiliek.

Hij dient niet verward te worden met tegenpaus Anastasius III, die optrad in 855.
Cursief: tegenpaus